# Laguna Boca Paila
Die Laguna Boca Paila (spanisch Laguna de Boca Paila) ist ein See im Bundesstaat Quintana Roo in Mexiko. Der Name des Sees leitet sich vom Namen von dessen Mündung Boca Paila ab. Der See ist Teil eines ca. 50 km langen Gewässers, das vom Karibischen Meer nur durch einen schmalen Küstenstreifen getrennt ist, der die einzige Landverbindung zwischen Tulum und Punta Allen am Südende dieses Streifens darstellt. Die einzige nennenswerte Brücke führt über den Abfluss bei Boca Paila und ist bei Sportfischern beliebt.
Ein Teil des Gewässers liegt im Biosphärenreservat Sian Ka'an.